# Alanizus tortuosus
Alanizus tortuosus är en skalbaggsart som beskrevs av Di Iorio 2003. Alanizus tortuosus ingår i släktet Alanizus och familjen långhorningar. Inga underarter finns listade i Catalogue of Life.